# 7672 Hawking
7672 Hawking eller 1995 UO2 är en asteroid i huvudbältet som upptäcktes den 24 oktober 1995 av Kleť-observatoriet i Tjeckien. Den är uppkallad efter den brittiske fysikern Stephen Hawking.
Asteroiden har en diameter på ungefär 2 kilometer.